# 菜飯

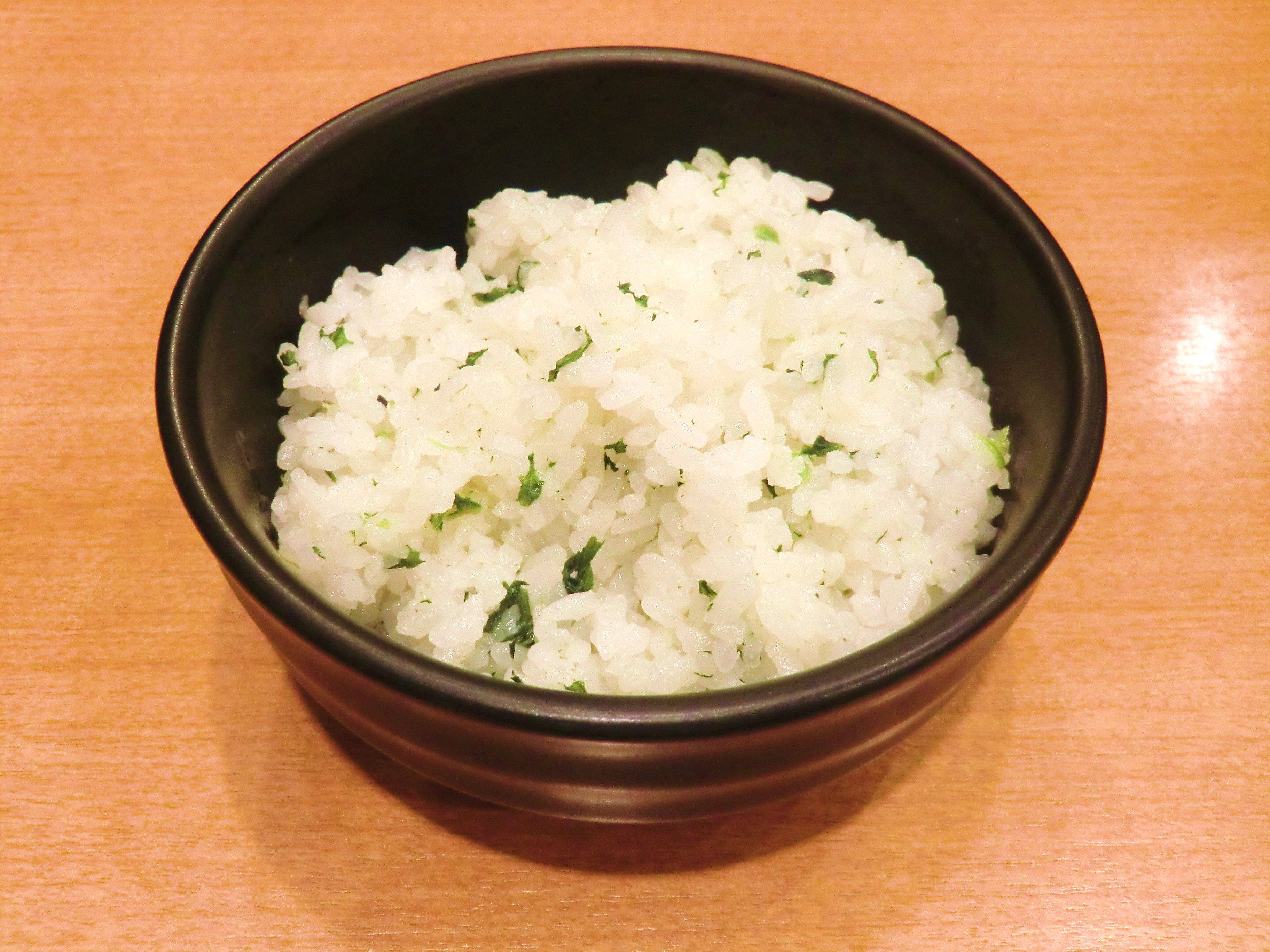
菜飯

菜飯（なめし）は、刻んだ青菜を炊き込んだ飯、あるいは、さっと湯に通して塩を加えた青菜をまぜた飯である。

## 概要
菜飯そのものはいわゆるかて飯であり古くからあるが、記録に残るものとしては『鈴鹿家記』の応永元年（1394年）の記事に「菜飯」の記載がある。寛永年間（1624年-1645年）の頃には腰掛茶屋の菜飯に味噌田楽がつきものとなり、各地に名物菜飯があった。なかでも近江国目川（現在の滋賀県栗東市目川）の菜飯田楽は東海道を行く旅人に好評だった。寛保年間（1741年-1743年）の頃江戸には、この目川の菜飯田楽を商う店が浅草近辺に多くあり流行っていたという。後には高浜虚子も、「さみどりの菜飯が出来てかぐはしや」と、菜飯を織り込んだ俳句を詠んだ。また、東海地方では、現在も菜飯田楽を出す店が多く、特に愛知県豊橋市では、東海道五十三次の吉田宿の名物料理のひとつであったと言われる菜飯田楽を、地元の名物料理として前面に出している。
郷土料理として、千葉県の房総丘陵にある長南町や利根川流域の栄町などでは、正月7日の七草がゆのかわりに菜飯が食べられ、静岡県中山間の岡部や、和歌山県の熊野灘に面した那智勝浦町、富山県新川地方の魚津市などでは、初秋から初冬の食べ物とされる。ほか、三重県鈴鹿市では、蕪（かぶ）や大根の葉ではなく、春先に蕾ができかけたころの菜の花を入れた菜飯を食べ、季節感を味わう。
なお、大根の葉を干したものを入れた塩抜きの粥に干葉粥（ひばがゆ）があり、大乗院のじんがんなわ（東京都指定無形民俗文化財）の行事で食される。

## 作り方
戦後も高度成長期以前には、一部都市部などを除けば、白米のご飯はハレの日のごちそうであり、かて飯は一般的な食べ物であった。しかし一概に不味いとも言えず、蕪（かぶ）や大根の葉を使った菜飯はさっぱりしておいしいものであった。そして、米あまりの現在でも独特の爽やかな風味で愛され、家庭料理としても食べられている。通常、蕪（かぶ）や大根の葉から茎あたりを用いるが、火の通りやすい青菜を最初から一緒に炊き込むと、出来上がりは水っぽく、色も悪い。美味しく作るためには、最初に飯だけ別に炊いておき、炊き上がったところで刻んだ菜を混ぜ込み、蒸らす。この時、つまり混ぜる前に、菜の水分をある程度抜いておくのがコツである。軽く茹でて細かく刻んだものを軽く乾煎りするか、塩をまぶしてしばらく置いたものを絞り、細かく切って使う。味付けは塩のみである。
菜は青菜ならば特には種類を問わず、蕪、大根以外では小松菜、ほうれん草、菜の花、野沢菜などでも良い。変わったところでは紫蘇やわさびの葉などが入れられることもある。